# Destiny's Child: Live in Atlanta
Albums de Destiny's Child
Destiny's Child World Tour
(2003)
Destiny's Child: Live in Atlanta contient la performance live des Destiny's Child à  Atlanta au Philips Arena le 15 juillet 2005 durant leur Destiny Fulfilled ... And Lovin' It qui est sponsorisé par McDonald's, il est aussi connu comme la dernière tournée des Destiny's Child. Il est sorti en DVD le 28 mars 2006 aux États-Unis. Le DVD débute à la première place des classements Billboard Music DVD avec 500 000 exemplaires dans sa première semaine. Mais au lieu de ces nombres Nielsen SoundScan compte seulement 50 000 exemplaires à cause des restrictions sur la vente au détail, les livraisons internationales, et les e-colis. La Recording Industry Association of America certifie le DVD disque de platine. Il sort également comme un CD deux disques mais seulement au Japon.

## Liste des pistes
| #   | Titre                                                 | Temps |
| --- | ----------------------------------------------------- | ----- |
| 1.  | Intro/Overture                                        | 2:38  |
| 2.  | Say My Name                                           | 4:30  |
| 3.  | Independent Women Part I                              | 3:01  |
| 4.  | No, No, No Part 2                                     | 1:38  |
| 5.  | Bug a Boo                                             | 2:12  |
| 6.  | Bills, Bills, Bills                                   | 1:32  |
| 7.  | Bootylicious                                          | 1:05  |
| 8.  | Jumpin', Jumpin'                                      | 1:21  |
| 9.  | Interlude Dance Soldier                               | 4:31  |
| 10. | Soldier (avec T.I. et Lil Wayne)                      | 5:09  |
| 11. | Dancer Break                                          | 1:40  |
| 12. | Dilemma (par Kelly Rowland)                           | 4:56  |
| 13. | Do You Know (par Michelle Williams)                   | 5:26  |
| 14. | Beyoncé Intro                                         | 2:07  |
| 15. | Baby Boy (par Beyoncé)                                | 3:31  |
| 16. | Naughty Girl (par Beyoncé)                            | 2:32  |
| 17. | Introduction Groupe                                   | 2:36  |
| 18. | Cater 2 U                                             | 3:11  |
| 19. | Séquence dance Cater 2 U                              | 6:54  |
| 20. | Girl                                                  | 5:15  |
| 21. | Free                                                  | 3:40  |
| 22. | If                                                    | 1:29  |
| 23. | Through with Love (avec The Choir)                    | 3:41  |
| 24. | Bad Habit (avec Kelly Rowland)                        | 3:08  |
| 25. | Pause Dance Ballet                                    | 1:18  |
| 26. | Dangerously in Love (par Beyoncé)                     | 6:47  |
| 27. | Crazy in Love (par Beyoncé)                           | 4:12  |
| 28. | Pause dance Salsa                                     | 2:03  |
| 29. | Survivor                                              | 6:45  |
| 30. | Lose My Breath / Générique (Independent Women Part I) | 11:37 |

## CD Remix
Source :
1. Cater 2 U (Storch Remix Edit)
2. Survivor (Azza's Soul Remix Radio Edit)
3. Bootylicious (M&J's Jelly Remix)
4. Stand Up For Love (Maurice's Nu Soul Mix)
5. Girl (JS Club Mix)
6. Lose My Breath (Paul Johnson's Club Mix)

## Contenus bonus
- Destiny's Child – A Family Affair
- Témoignages de fan (Chanson favorite, Cater 2 U - Les quelques élus, Costumes préférées, Le spectacle)
- Bande-annonce de l'album de Kelly Rowland
- Bande-annonce de la bande-originale et du film Dreamgirls

## Bonus Audio
- Flashback (avec Kelly Rowland)
- Check on It (Remix) avec Beyoncé (Bun B & Slim Thug)
- Let's Stay Together (avec Michelle Williams)

## Clips vidéos bonus(Japon seulement)
- Check on It avec Beyoncé (Bun B & Slim Thug)
- Stand Up For Love
- Girl
- Cater 2 U

## Caractéristiques spéciales
- PCM Stereo
- Dolby Digital 5.1 Surround